# Lagraulière
Lagraulière è un comune francese di 1 105 abitanti situato nel dipartimento della Corrèze nella regione della Nuova Aquitania.

## Società

### Evoluzione demografica
Abitanti censiti